# Luis Klein
Luis Klein (Buenos Aires, 6 de enero de 1999) es un deportista alemán que compite en esgrima, especialista en la modalidad de florete.
En los Juegos Europeos de Cracovia 2023 consiguió una medalla de bronce en la prueba por equipos.  Ganó una medalla de plata en el Campeonato Europeo de Esgrima de 2019, en la misma prueba.
Participó en los Juegos Olímpicos de Tokio 2020, ocupando el sexto lugar en la prueba por equipos.

## Palmarés internacional
| Juegos Europeos    | Juegos Europeos       | Juegos Europeos   | Juegos Europeos     |
| Año                | Lugar                 | Medalla           | Prueba              |
| ------------------ | --------------------- | ----------------- | ------------------- |
| 2023               | Cracovia (Polonia)    | Medalla de bronce | Florete por equipos |
| Campeonato Europeo |                       |                   |                     |
| Año                | Lugar                 | Medalla           | Prueba              |
| 2019               | Düsseldorf (Alemania) | Medalla de plata  | Florete por equipos |